# Sierra de Neiba
Sierra de Neiba (dawniej Cordillera Meridional) – łańcuch górski w Dominikanie (prowincje Elías Piña, San Juan i Bahoruco) i Haiti o długości ok. 100 km i szerokości do 4 km.
Najwyższy punkt łańcucha Sierra de Neiba to Monte Neiba (2279 m n.p.m.), we wschodniej części łańcucha jest on niższy, a najwyższy punkt to Monte Bonito (1842 m n.p.m.).
Rozciąga się z północnego zachodu na południowy wschód, od północy przylega do doliny San Juan, od wschodu do doliny rzeki Yaque del Sur, a od południa leży jezioro Enriquillo, do którego prowadzi wiele kanionów, m.in. Arroyos Penitente i Yerba Buena, a także rzek, m.in. Guayabal, Barrero, Manguito, Panzo and Majagual.
Łańcuch jest wododziałem, a południowe stoki należą do zlewiska jeziora Enriquillo (część cieków tylko okresowa, rzeki Panzo i Manguito w dolnych partiach gór płyną pod ziemią, rzeka Barrero za sprawą kanałów irygacyjnych nie dociera do jeziora), podczas gdy północne w zachodniej części należą do zlewiska rzeki the Macasía, dopływu Artibonito, a we wschodniej do rzeki San Juan, dopływu Yaque del Sur.
Łańcuch składa się z dwóch równoległych pasm: niższego (do 1700 m n.p.m.), które jest przedłużeniem haitańskich Montagnes Noires, i południowego, które jest przedłużeniem haitańskich Montagnes de Trou d'Eau. Dwa pasma oddzielone są przez doliny, rozciągające się między miejscowościami Hondo Valle i Vallejuelo. Stoki większości wzniesień są bardzo strome, przekraczające 40% nachylenia. Doliny w środkowej części łańcucha głębokie i trudno dostępne. Dolina Neyba oddziela je od pasma Sierra de Bahoruco. Równolegle do Sierra de Neiba rozciągają się nienależące do niego wzgórza, m.in. Cerro Colorado i Loma La Flecha, a także doliny, m.in. Pinos del Edén, Guayabal i Los Bolos - El Maniel.
Łańcuch zbudowany jest z późnokredowych wapieni i łupków ilastych, przedzielonych warstwami bazaltów o sygnaturze geologicznej sugerującej związek z karaibskim płaskowyżem oceanicznym.
Stoki Sierra de Neiba podlegają silnemu antropogenicznemu wylesianiu. Na terenie Sierra de Neiba od 1995 r. znajduje się park narodowy o powierzchni 278 km².